# Глигорије Јефтановић
Глигорије М. Јефтановић (Сарајево, 7. фебруар 1840 — Сарајево, 15. март 1927) био је српски народни вођа, политичар, трговац и велепосједник.

## Биографија
У Сарајеву је завршио основну школу, а трогодишњу трговачку у Бечу. Трговачку радњу, хан у вароши као и дрвару на Бембаши, је наслиједио од оца Манојла (или Димитрија?). У очевој радњи је радио све до његове смрти 1878. године У центру Сарајева је саградио кућу и први модерни хотел „Европа“ (1882). Био је власник предузећа „Хотелско и индустријско д. д.“ (основано 1884) и радње за трговину колонијалном робом. На Кошеву (данашње Циглане) је 1890. године подигао циглану са модерном кружном пећи. Откупио је и модернизовао кречану (Шпрунгову) у Хаџићима. Један је од оснивача Српске штедионице у Сарајеву (1904) и Српске народне банке (1907). Био је српски представник у управном савјету аустроугарске Привилеговане земаљске банке за БиХ (1907), као и члан Трговачко-занатске коморе у Сарајеву од њеног оснивања 1909. Године 1910. је предсједавао скупом српских привредника на коме је договорено оснивање Српске централне привредне банке у Сарајеву која је основана 1912. У више наврата је биран за председника српске црквене општине и српског школског одбора у Сарајеву. Дао је паре за оснивање Српског просвјетног и културног друштва „Просвјета“, за оснивање српске школе, изградњу Саборне цркве у Сарајеву, других културних и спортских друштава, а помагао је и сиротињу. Један је од оснивача Српског пјевачког друштва „Слога” (1888), чији је био први председник. За председника „Слоге“ је изабран и 1895, 1896 и 1898. Водио је Одбор за подизање споменика Сими Милутиновићу Сарајлији.

### Политика
По гушењу српског устанка, распаду османске власти и почетку аустроугарске окупације, у јулу 1878. је изабран у народну владу. Подржао је избор Саве Косановића за митрополита 1881, а 1885. је потписао протест цару Францу Јозефу I против његовог смјењивања са мјеста митрополита. Након што су аустроугарске власти у мају 1892. укинуле надзор српских црквених општина над вјерским школама, заједно је са представницима општина од земаљске владе тражио поништење ове одлуке. Преко Ђорђа Красојевића се упознао са српским политичарима из јужне Угарске који су помагали покрет за српску вјерску самоуправу. Заједно је са Михаилом Полит Десанчићем и Ђорђем Красојевићем саставио захтјев познат као „Први царски меморандум“, у коме су Срби тражили вјерску и школску самоуправу, право на званичну употребу српског имена,
народног назива за српски језик (који је претходно од аустроугарскких власти избачен из употребе и замјењен новим називом „босански“), ћириличког писма и српских народних симбола. Први царски меморандум настао је 5. децембра 1896. у Бечу. Глигорије Јефтановић, Михаило Полит-Десанчић и Ђорђе Красојевић је требало да меморандум предају лично Францу Јозефу I, али на захтјев аустроугарског министра финансија Бенјамина Калаја, цар је одбио да их прими па су меморандум предали Дворској канцеларији. Аустроугарске власти су на меморандум одговориле економским бојкотом, притисцима и застрашивањем. Пошто је добио подршку од митрополита Михаила, у марту 1897. заједно је са Војиславом Шолом лично Францу Јозефу I уручио „Други царски меморандум“. На овај меморандум је аустроугарски министар финансија Бенјамина Калаја направио царско рјешење у коме се каже да поводом српских жалби није ништа пронађено. По повратку из Беча у Сарајево 1897. помогао је стварање часописа Српски вјесник. Од 1905. године креће широк национални фронт борбе Срба у Босни. Покреће се "Српска ријеч" у Сарајеву, ничу финансијске установе, активиран је културно-просветни рад. Због његових заслуга биран је од 1906. до 1914. године за председника Великог Управног просветног савета у Босни. На почетку Првог светског рата, прво је био талац а затим и осуђен на две године тамнице.
Члан градске управе у Сарајеву је постао 1911.
Од 1. новембра до 31. децембра 1918. године био је предсједник Врховног вијећа националног сабора аустроугарске провинције Босне и Херцеговине.
Постао је први председник Привременог народног представништва у Београду. Затим се "Господар Глигорије" (како су га од миља звали) повукао из јавног живота као старац, од преко 80 година. Умро је у Сарајеву у 88. години живота 1927. године.
Имао је две високобразоване ћерке, Круну удату за Милана Сршкића и Драгицу удату за Мирослава Спалајковића.